# Gesnes-en-Argonne
Gesnes-en-Argonne is een gemeente in het Franse departement Meuse in de regio Grand Est en telt 49 inwoners (2009).
De plaats maakt deel uit van het kanton Clermont-en-Argonne in het arrondissement Verdun. Tot 1 januari 2015 was het deel van het kanton Montfaucon-d'Argonne, dat op die dag werd opgeheven.

## Geografie
De oppervlakte van Gesnes-en-Argonne bedraagt 7,3 km², de bevolkingsdichtheid is dus 6,7 inwoners per km².
De onderstaande kaart toont de ligging van Gesnes-en-Argonne met de belangrijkste infrastructuur en aangrenzende gemeenten.

## Demografie
Onderstaande figuur toont het verloop van het inwonertal (bron: INSEE-tellingen).